# Ђорђе Симић (глумац)
Ђорђе Симић (Крагујевац, 5. септембар 1981— 22. септембрар 2019) био је српски глумац , гласовни глумац и члан Књажевско-српског театра.

## Биографија
Био је дугогодишњи члан Драмског студија Дома омладине. Студирао је енглески језик и књижевност на Филолошком факултету у Београду, а глуму је дипломирао на Академији умјетности у Новом Саду у класи Виде Огњеновић и Љубослава Мајере.
На Академији уметности у Новом Саду од 2002. до 2006. године био студент продекан, као и председник Академског театра „Промена“. Од 2005. до 2008. године члан ансамбла Народног позоришта Népszínház у Суботици у коме је остварио улоге у представама "Трамвај звани жеља", "Frietzspiel", "Много вике ни око чега", "Апартман А", "Апартман Б" и "Леонс и Лена". Водио је више позоришних радионица за децу из области глуме, сценског покрета и дикције у Дому омладине у Крагујевцу. Завршио неколико интернационалних радионица покрета и глумачке игре (Пула, Нови Сад, Суботица). Играо је у представама Театра 34 из Новог Сада, Културног центра из Новог Сада, новосадског Позоришта младих, Позоришне трупе „Артериа“, Градског позоришта у Бечеју и бројним независним пројектима.
Добитник је Награде „Зоранов брк“ за глумца вечери за улогу Џека у представи Преваранти у сукњи на Данима Зорана Радмиловића у Зајечару 2015. године. Остварио улоге у играним филмовима Да није љубави, не би свита било и Медени месец, те у ТВ серији Село гори а баба се чешља.
У матичном Театру одиграо је запажене улоге у представама: Арт, Преваранти у сукњи, Сан летње ноћи, Ујка Вања, Кир Јања, Двеста.
Преминуо је 22. септембра 2019, а сахрањен је 24. септембра 2019. на Варошком гробљу.

## Филмографија
| Год.  | Назив                            | Улога |
| ----- | -------------------------------- | ----- |
| ????  | Село гори, а баба се чешља       |       |
| 2004. | Да није љубави, не би свита било | Марко |
| 2009. | Медени месец (филм)              |       |

## Улоге у синхронизацијама
| Година     | Цртани                             | Лик                                                                                  |
| ---------- | ---------------------------------- | ------------------------------------------------------------------------------------ |
| 2010.      | Барби и Крцко Орашчић              | Крцко Орашчић                                                                        |
| 2010.      | Барби: Савршени Божић              | Брајан                                                                               |
| 2011.      | Хантик                             | Лок Ламбер                                                                           |
| 2012.      | Барби Златокоса                    | Принц Стефан, Ото, Вилхелм                                                           |
| 2012.      | Барби: Феритопија                  | Принц Налу                                                                           |
| 2012.      | Барби и дијамантски замак          | Џереми                                                                               |
| 2012.      | Барби као принцеза и просјакиња    | Џулијан                                                                              |
| 2012.      | Барби — острвска принцеза          | Принц Антонио                                                                        |
| 2012.      | Барби и три мускетара              | Принц Луј                                                                            |
| 2012.      | Барби у модној бајци               | Кен                                                                                  |
| 2012.      | Барби: Тајне виле                  | Кен                                                                                  |
| 2012.      | Принцеза Барби и школа манира      | додатни гласови                                                                      |
| 2012.      | Барби у причи о сирени             | Ремо итд.                                                                            |
| 2012.      | Генератор Рекс                     | Рекс                                                                                 |
| 2012.      | Ешли - краљ мајмуна                |                                                                                      |
| 2012.      | Ловци на змајеве                   | Гвиздо                                                                               |
| 2012.      | Моји џепни љубимци                 | Магични                                                                              |
| 2012.      | Моћни ренџери: Самураји            | Мајк / зелени ренџер                                                                 |
| 2012-2015. | Винкс                              | Брендон (Е1), Скај, Тими, Хилио, Ахерон, Брафилијус, Мајк, Лепршавко, Сквонк, Лу Веј |
| 2012.      | Покемон: Црно и бело               | Еш Кечам, Мјау(т)                                                                    |
| 2012.      | Нинџа корњаче: Нова мутација       | Донатело, Сплинтер                                                                   |
| 2013.      | Јесење сузе (Son bahar)            | Фарук                                                                                |
| 2013.      | Монсуно (С2)                       | Чејс Суно, Брен                                                                      |
| 2013.      | Сузе Босфора                       | Сердар                                                                               |
| 2014.      | Породица Икс                       | Уводна шпица итд.                                                                    |
| 2014.      | Сабрина: Цртана серија             | Сејлем, Харви итд.                                                                   |
| 2014.      | Слагтера                           | Ели                                                                                  |
| 2014.      | Планета Шин                        | Шин, Доркус                                                                          |
| 2016.      | Софија Прва                        | Тупко, Свен                                                                          |
| 2016.      | Мики Маусов клуб                   | Мики Маус                                                                            |
| 2017.      | Ускршњи зека: Чувар златног јајета | Макса                                                                                |
| 2018.      | Бен Тен (2016)                     | разни ликови                                                                         |
| 2018.      | Поврћкице у граду                  | Боб                                                                                  |
| 2018.      | Поврћкице у кући                   | Боб                                                                                  |
| 2019.      | Аладин и летећи ћилим              | Пацов                                                                                |
| 2019.      | Ману муња                          | Персивал                                                                             |
| 2019.      | Монкарт                            |                                                                                      |
| 2019.      | Робомобил Поли                     | Поли                                                                                 |